# Kertészsziget
Kertészsziget község Békés vármegye Szeghalmi járásában.

## Fekvése
Kertészsziget Békés vármegye északi részén elterülő kis falu. Északon a Berettyó-csatorna határolja; települési szomszédai: északkelet felől Szerep, kelet felől Füzesgyarmat, dél felől Szeghalom, délnyugat felől Dévaványa, nyugat felől Ecsegfalva, északnyugat felől pedig Bucsa. A községhez tartozó tanyaközpontok: Görbesziget, Cserepes, Barnasziget és Akasztó.

### Megközelítése
A község területén északnyugat-délkeleti irányban végighúzódik a Karcagot Füzesgyarmattal összekötő 4206-os út, közúton ezen érhető el a legegyszerűbben a két végponti település, illetve a 4-es főút felől. A 47-es főútról Debrecen felől érkezve Darvasnál érdemes letérni a 4225-ös útra, majd Füzesgyarmat után tovább a 4206-osra; Békéscsaba felől célszerűbb Szeghalomnál letérni a 4212-es útra. A település központja egyébként a 4206-os úttól néhány kilométerre délre esik, arról csak az oda leágazó, majd Szeghalom tanyavilága felé továbbvezető 4245-ös úton érhető el.

## Története
Földjei a térség vízrendezését megelőzően gyakorta víz alatt álltak, a mai község helyét mocsarak és nádasok ölelték körül. A falu egykori határát ismeretlen időben Fischer Márton vette meg, aki levezető árkokat ásatott. A víz levezetése után egyre kiterjedtebb, termékeny talajú földterületek maradtak hátra, amelyek alkalmasak voltak a kertészkedésre. Abban az időben az itt megtelepült lakosok elsősorban dohánykertészettel foglalkoztak, a község neve is innen ered. Valószínű, hogy Füzesgyarmat újratelepülésével egy időben létesült (1711–1715 között), első lakói Bereg vármegyéből költöztek ide. A község a Nagy-Sárrétre jellemző adottságú sík terület, a belterület kisebb, erdők, fasorok veszik körül. A földek aranykorona-értéke magas, apróvadban gazdag a vidék.
A település önálló községként 1952. január 1. óta szerepel a térképen, addig Füzesgyarmathoz tartozott.
Kertészszigeten 1952 óta működik önálló iskola. (Iskola itt egyébként 1909-ben létesült, melynek tanítója Branswetter Béláné volt.) Jelenleg ugyan alacsony a gyereklétszám, de minden évfolyamon megoldott az oktatás.

## Közélete

### Polgármesterei
- 1990–1994: Kláricz Jánosné (független)[3]
- 1994–1998: Kláricz Jánosné (független)[4]
- 1998–2002: Kláricz Jánosné (független)[5]
- 2002–2006: Kláricz Jánosné (független)[6]
- 2006–2010: Kláricz Jánosné (független)[7]
- 2010–2014: Csordás László (független)[8]
- 2014–2019: Csordás László (független)[9]
- 2019–2024: Csordás László (független)[10]
- 2024– : Csordás László (független)[1]

## Népesség
| Lakosok száma | 391  | 379  | 374  | 355  | 313  | 310  | 302  |
|               | 2013 | 2014 | 2015 | 2021 | 2022 | 2023 | 2024 |

2001-ben a település lakosságának 100%-a magyar nemzetiségűnek vallotta magát.
A 2011-es népszámlálás során a lakosok 98,1%-a magyarnak, 0,3% bolgárnak mondta magát (1,9% nem nyilatkozott; a kettős identitások miatt a végösszeg nagyobb lehet 100%-nál). A vallási megoszlás a következő volt: római katolikus 7%, református 17,4%, felekezeten kívüli 68,6% (6,7% nem nyilatkozott).
2022-ben a lakosság 95,2%-a vallotta magát magyarnak, 1% németnek, 0,3% románnak, 0,3% cigánynak, 1,6% egyéb, nem hazai nemzetiségűnek (4,8% nem nyilatkozott; a kettős identitások miatt a végösszeg nagyobb lehet 100%-nál). Vallásuk szerint 7% volt református, 5,1% római katolikus, 71,2% felekezeten kívüli (16,3% nem válaszolt).